# Salif Keïta (músic)

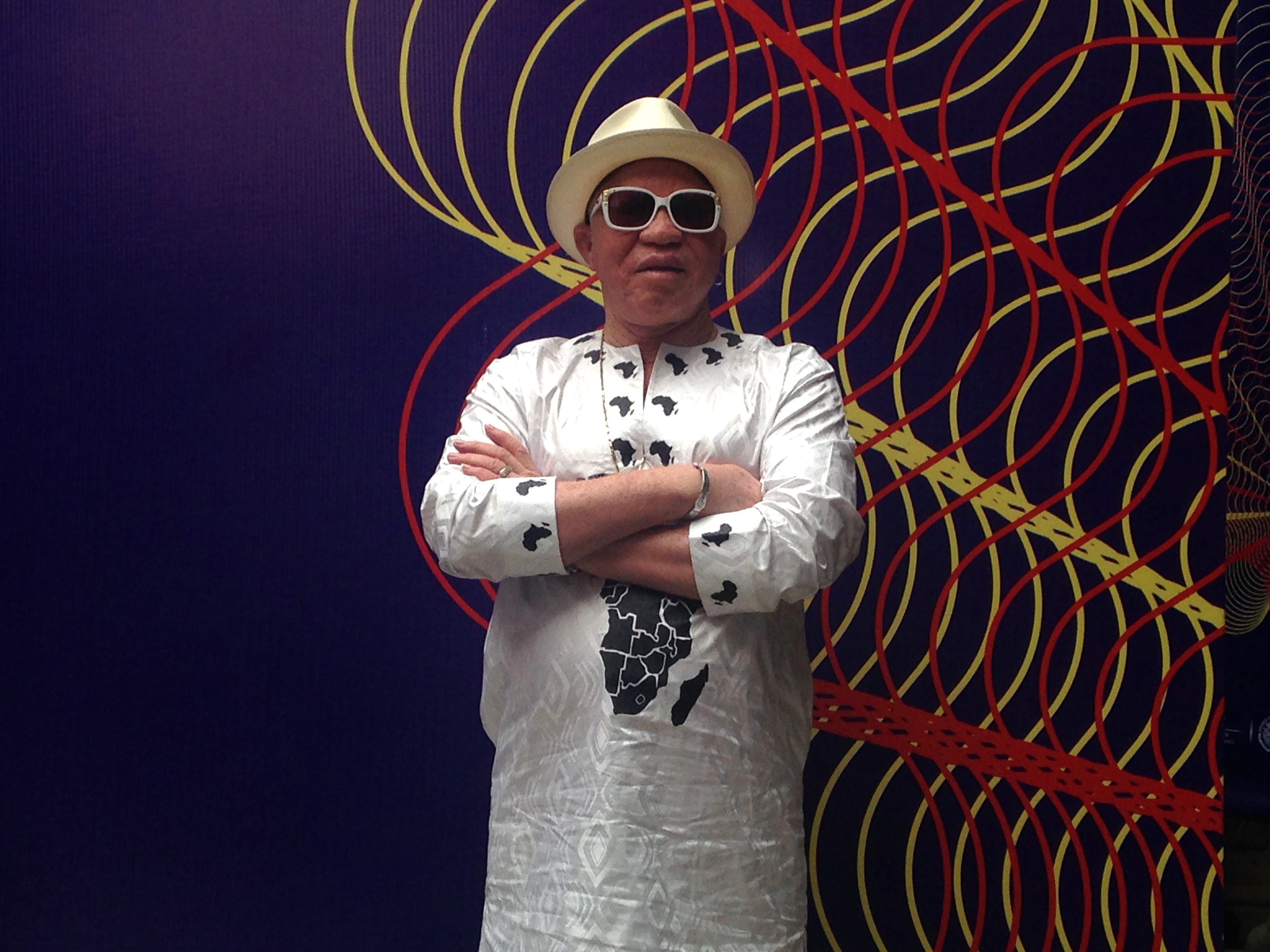
Salif Keita

Salif Keïta, (Djoliba, 25 d'agost del 1949) és un músic de Mali conegut com La Veu d'Or africana. D'altra banda, és descendent directe del fundador de l'Imperi de Mali, Sundiata Keïta.
De petit va ser marginat per ser albí, signe de mala sort a la cultura mandinka i el 1984 es va traslladar a París on va començar a ser conegut com a músic. La seva música combina ritmes tradicionals d'Àfrica Occidental i influències d'Europa i Amèrica.
Keïta ha triomfat a Europa com un dels grans cantants africans, però la seva obra ha estat criticada per la seva tendència al caos i la improvisació musical.

## Biografia
Keita va néixer a la ciutat de Djoliba. Va ser ostracitzat per la seva família i la seva comunitat a causa de la seva condició albina, que es creia que era un signe de mala sort entre la comunitat mandinka; es va traslladar a Bamako per provar sort el 1967, es va unir a la Rail Band patrocinada pel govern. El 1973 Keita es va unir al grup, "Les Ambassadeurs". Keita i "Les Ambassadeurs" van fugir de l'agitació política a Mali a mitjans de la dècada de 1970 a Abidjan, Costa d'Ivori i més tard van canviar el nom de la banda a "Les Ambassadeurs Internationales". La reputació de "Les Ambassadeurs Internationales" va assolir un nivell internacional als anys 70 i el 1977 Keita va rebre el premi de l'Ordre Nacional de mans del president de Guinea, Touré Sékou.
Keita es va traslladar a París el 1984 per arribar a més oients. La seva música combina els estils musicals tradicionals de l'Àfrica Occidental amb influències europees i americanes, tot mantenint un estil islàmic general. Els instruments musicals que apareixen habitualment a l'obra de Keita inclouen balafon, djembe, guitarra, kora, orgue, saxo i sintetitzador.
Keita va aconseguir l'èxit a Europa com una de les estrelles africanes del món de la música, però el seu treball va ser criticat de vegades per la seva producció de brillantor i de vegades per la seva qualitat mixta. No obstant això, poc després del canvi de mil·lenni va tornar a Bamako a Mali per viure i gravar cançons allà. El seu primer treball després del seu retorn, Moffou de 2002, va ser considerat el seu millor àlbum en anys, i Keita es va inspirar per reconstruir l'estudi de gravació a Bamako, que va utilitzar per produir el seu àlbum, M'Bemba, publicat l'octubre de 2005.

## Discografia
- Soro (Mango, 1987)
- Ko-Yan (Mango, 1989)
- Amen (Mango, 1991)
- Destiny of a Noble Outcast (PolyGram, 1991)
- Folon (Mango, 1995)
- Rail Band (Melodie, 1996)
- Seydou Bathili (Sonodisc, 1997)
- Papa (Blue Note, 1999)
- Mama (Capitol, 2000)
- Sosie (Mellemfolkeligt, 2001)
- Moffou (Universal Jazz France, 2002)
- The Best of the Early Years (Wrasse, 2002)
- Remixes from Moffou (Universal Jazz France, 2004)
- M'Bemba (Universal Jazz France, 2005)
- La différence (Emarcy,2009)
- Talé (Universal Music France, 2013)
- Un autre blanc (2018)

- Moltes recopilacions estan disponibles a (https://radioafrica.com.au/Discographies/Salif.html) Compilat per Graeme Counsel, Radio Africa, recuperat el 20/04/2009